# とれいん (雑誌)
『とれいん』は、日本の鉄道模型雑誌。

## 概要
1974年12月に創刊された。エリエイ出版部（プレス・アイゼンバーン）が編集、発行する。2020年現在の編集長は平野聰であり、前編集長はなんこう・やすひろ、前々編集長は平井憲太郎である。
鉄道模型雑誌として先行する『鉄道模型趣味』が、創刊からしばらくの期間を除きほぼ模型に特化した誌面構成であったのに対し、本誌では実物の鉄道車両の情報も取り扱い、モデラー的視点の実物写真や『鉄道ダイヤ情報』と共に甲種輸送の情報も扱っている。題字ロゴは数年に一度変更されており、一時期「TRAIN」という題字を採用していたが、後にひらがなに戻っている。
『模型とラジオ』や『模型と工作』等の少年向けの雑誌はあったものの、鉄道模型関係の専門誌が事実上一誌だけの時代が続いたが、本誌の創刊によりそれまで扱いが少なかった分野の記事も掲載されるようになり裾野の拡大に繋がった。これまで他誌では積極的には掲載されて来なかった1/80スケール13mmゲージや1/87スケール12mmゲージの記事を積極的に掲載することで普及に貢献した。
創刊時から編集に携わってきた松本謙一がアメリカ型に傾倒していたことから、アメリカ型の鉄道模型に強い傾向にあったが、松本が第一線から退いてからは、その特色はかなり薄れている。

## 内容
- MODELERS FILE
  - かつては「車両の視点」と称されていた。JR・私鉄・車両の新旧を問わず特定の実物車両を詳細に解説する記事。模型製作に活用できるよう、屋根上・床下・連結面など他誌の車両紹介記事ではあまり詳細な写真が掲載されない部分の写真が多数掲載されるのが特徴である。
- いちぶんのいち情報室
  - 実車の情報。
- 甲種・特大　運行計画
- 新車登場INDEX
  - 新しい模型製品の紹介記事。
- 紙成模型塾（かみなり - ）
  - 紙で作る鉄道模型の工作記事で、型紙が附録としてついている。
- 毎年の1月号は新年特大号として大手私鉄の特集記事が組まれている。